# Drut kolczasty (film 1927)
Drut kolczasty (ang. Barbed Wire) – amerykański film niemy z 1927 roku. Jego akcja toczy się w czasie I wojny światowej i opisuje miłość francuskiej farmerki Mony Moreau i niemieckiego żołnierza Oskara Mullera.

## Obsada
- Pola Negri jako Mona Moreau
- Clive Brook jako Oskar Muller
- Claude Gillingwater jako Jean Moreau
- Einar Hanson jako André Joseph Moreau
- Clyde Cook jako Hans
- Gustav von Seyffertitz jako Pierre Corlet
- Charles Willis Lane jako Colonel Duval
- Ben Hendricks Jr. jako Sergeant Caron